# フンダン (ポルトガル)
フンダン （Fundão [fũˈdɐ̃w] ( 音声ファイル)）は、ポルトガルの都市。

## 地理
コヴァ・ダ・ベイラ地方の、標高500mほどの高原に位置する。

## 歴史
ローマ人の侵攻によって破壊されるまで、サン・ブラス山にはルシタニア人の城があった。ローマ時代に城跡はヴィッラまたは農家の建物の中核となった。フンダンの名が最初に現れるのは1307年である。
都市としてのフンダンの歴史は、近郊のベルモンテやコヴィリャンと同様、レコンキスタの新キリスト教徒（ユダヤ教やイスラム教からの改宗者を指す）の入植に始まる。1492年のカトリック両王によるユダヤ人追放が行われると、多くのユダヤ人避難民たちが、既に大きなユダヤ人コミュニティーのあったコヴァ・ダ・ベイラ地方へ移ってきた。
ユダヤ人商人や職人の移住は、フンダンの商業と産業に活気をもたらした。しかし異端審問が始まるとユダヤ人、新キリスト教徒の多くが追放、拷問、処刑といった迫害を受けた。このために地域経済は衰退していった。
18世紀終わりの啓蒙時代、当時の宰相ポンバル侯爵が王立羊毛工場を設置し、これがフンダン経済の復興を担った。現在王立羊毛工場建物はタウンホールとなっている。

## 経済
地方の商業、サービス業、産業の重要な中心地である。セセレ川など河川が横切る広いコヴァ・デ・ベイラ地方の谷に位置し、非常に土壌が肥えている。サクランボ、スミミザクラ、モモ、オリーブそしてワインが生産される。

## スポーツ
- ADフンダオ - フットサルクラブ

## 姉妹都市
- ヴィラ・レアル・デ・サント・アントニオ、ポルトガル
- マリーニャ・グランデ、ポルトガル
- モンテモル・オ・ノヴォ、ポルトガル
- ハープサル、エストニア

## 出身者
- セレステ・ロドリゲス - ファド歌手。アマリア・ロドリゲスの妹
- ジョアン・フランコ - 政治家
- エウジェニオ・アンドラーデ - 詩人
- ブルノ・パイス - トライアスロン選手